# Mike Barrett
Michael Thomas Barrett, (nacido el 5 de septiembre de 1943 en Montgomery, Virginia Occidental y fallecido el 8 de agosto de 2011 en Nashville,  Tennessee), fue un jugador de baloncesto estadounidense. Con 1.88 de estatura, su puesto natural en la cancha era el de base. Fue  campeón olímpico con Estados Unidos en los Juegos Olímpicos de México de 1968.